# Позняк, Бронислав фон
Бронислав фон Позняк (нем. Bronislaw von Pozniak; 26 августа 1877, Львов — 20 апреля 1953, Халле) — австро-германский пианист и музыкальный педагог.

## Биография
В 1920-30-е годах жил и работал в Бреслау, преподавал в местной Высшей музыкальной школе; его учениками были, в частности, Эдмунд фон Борк, Ханс Пишнер, Ганс Отте. На протяжении многих лет был лидером фортепианного трио, в составе которого в разное время играли и другие заметные музыканты — в частности, Геза де Крес, Хуго Дехерт, Григорий Пятигорский (см. главу 14 его мемуарной книги «Виолончелист»). После Второй мировой войны жил в Халле, преподавал (среди учеников — Герхард Вольгемут), готовил новое издание произведений Фредерика Шопена.